# Ácido taurocólico
O ácido taurocólico, também conhecido como  coliltaurina é um ácido biliar cristalino amarelado deliquescente envolvido na emulsificação de gorduras . Ocorre como um sal de sódio na bile dos mamíferos. É um conjugado de ácido cólico com taurina. No uso médico, é administrado como colagogo e colerético. 
A hidrólise do ácido taurocólico produz taurina.
Para uso comercial, o ácido taurocólico é obtido a partir da bile do gado, como um subproduto da indústria de processamento de carne. 
Esse ácido também é uma das muitas moléculas do corpo que tem o colesterol como seu precursor.

## Toxicidade
A dose letal média de ácido taurocólico em ratos recém-nascidos é de 380 mg/kg.